# Kraftwerk Walheim
Das stillgelegte Kraftwerk Walheim liegt in der baden-württembergischen Gemeinde Walheim am Neckar und ist ein kohlebefeuertes Wärmekraftwerk der EnBW Energie Baden-Württemberg mit zwei Blöcken und einer mit leichtem Heizöl befeuerten Gasturbine.  Die Kohleblöcke wurden in den Jahren 1962 bis 1967, die Gasturbine 1981 errichtet.
Einer der beiden Kraftwerksblöcke mit einer Leistung von 103 Megawatt, der 1964 in Betrieb ging, wurde 2000 in Kaltreserve genommen; 2005 wurde er als Ersatz für das Kernkraftwerk Obrigheim wieder reaktiviert.
Das Kraftwerk Walheim mit seinen zwei Blöcken (96 und 148 Megawatt) diente bis zu dessen Abschaltung am 15. April 2023 auch zur Absicherung der Stromversorgung des Kernkraftwerks Neckarwestheim (GKN) während der Stillstandsphasen dieser Anlage und ist mit diesem über eine 110-kV-Freileitung verbunden.
Die mit leichtem Heizöl befeuerte Gasturbine mit einer Leistung von 130 MW kann innerhalb von drei Minuten Startzeit mittels eines gekoppelten Generators Strom in das Netz liefern.
Auf dem Gelände des Kraftwerks Walheim wurden in der Vergangenheit auch die Transportbehälter mit abgebrannten Brennelementen aus dem Kernkraftwerk Neckarwestheim auf Eisenbahnwagen verladen, nachdem diese Behälter zuvor auf der Straße vom Kernkraftwerk nach Walheim transportiert worden waren, ehe sie von dort per Bahn in die Wiederaufarbeitungsanlage La Hague verschickt wurden.
Der 150 Meter hohe Schornstein des Kraftwerks war in der Vergangenheit des Öfteren Schauplatz von Greenpeace-Protestaktionen gegen Atommülltransporte.
Die EnBW plante, beide Kohleblöcke 2014 stillzulegen. Begründet wurde dies mit einer mangelhaften Rentabilität des Kraftwerks und der zusätzlichen Stromproduktion durch die neuen Kraftwerksblöcke in Karlsruhe (Block 8) und in Mannheim (Block 9).
Die geplante Stilllegung wurde am 15. Januar 2014 von der Bundesnetzagentur untersagt, so dass die beiden Blöcke in Walheim bis 4. Juli 2016 betriebsbereit sein mussten. Die EnBW wollte die Blöcke zum 31. März 2020 endgültig außer Betrieb nehmen, die Bundesnetzagentur untersagte dies und stufte die Blöcke bis 31. März 2025 als systemrelevant ein. Danach wurde das Kraftwerk endgültig stillgelegt.